# Earscratcher
Earscratcher ist ein Album von Dave Rempis, Elisabeth Harnik, Fred Lonberg-Holm und Tim Daisy. Die im Mai 2022 in der Alten Gerberei, St. Johann in Tirol, entstandenen Aufnahmen erschienen am 17. Januar 2023 auf Aerophonic Records.

## Hintergrund
Dieses Quartett wurde 2019 gegründet, um den 50. Geburtstag der österreichischen Pianistin Elisabeth Harnik im Jahr 2020 zu feiern. Zu diesem Anlass lud Harnik mehrere langjährige Mitarbeiter aus Chicago ein, mit denen sie bereits 2008 beim Umbrella Music Festival zusammengekommen war. Seitdem spielte sie nicht nur in verschiedenen Kooperationen mit diesen drei Musikern (wie auf Astragaloi, 2022), sondern auch mit Chicagoer Musikern wie Ken Vandermark (Soigne ta droite), Michael Zerang (Dream Disobedience, 2021) und Renee Baker. Eine Europatournee in dieser neuen Besetzung musste in Folge der COVID-19-Pandemie mehrmals verschoben werden, bis schließlich im Mai 2022 die Aufnahme beim ersten Konzert dieser Tour entstand.

## Titelliste
- Dave Rempis / Elisabeth Harnik / Fred Lonberg-Holm / Tim Daisy: Earscratcher (Aerophonic AR 37)[1]

1. OHRENKRATZER 20:33
2. MIMIKAKI 16:23
3. PENGGARUK TELINGA 19:15

## Rezeption
Nach Ansicht von Eyal Hareuveni (Salt Peanuts) sind die vier erfahrenen und willensstarken Improvisatoren in Höchstform; jeder bringe sein eigenwilliges Idiom zum Ausdruck und zusammen würden sie eine kraftvolle Einheit bilden. Harnik könne ihrem Flügel unvorstellbare Klänge entlocken; Lonberg-Holm sei ein Klangalchemist, der sein Cello konsequent in einen Klanggenerator verwandle. Daisy könne logisch von Schwung und Dynamik zu Textur und Anschlag wechseln. Rempis konzentriere sich auf diesen Auftritt auf seinem Altsaxophon und lasse dabei an Jimmy Lyons denken, der in den 1960er- und 70er-Jahren in den kleinen Bands unter der Leitung von Cecil Taylor spielte und dessen flotte und kantige Linien zweifellos ein Prüfstein für Rempis seien.

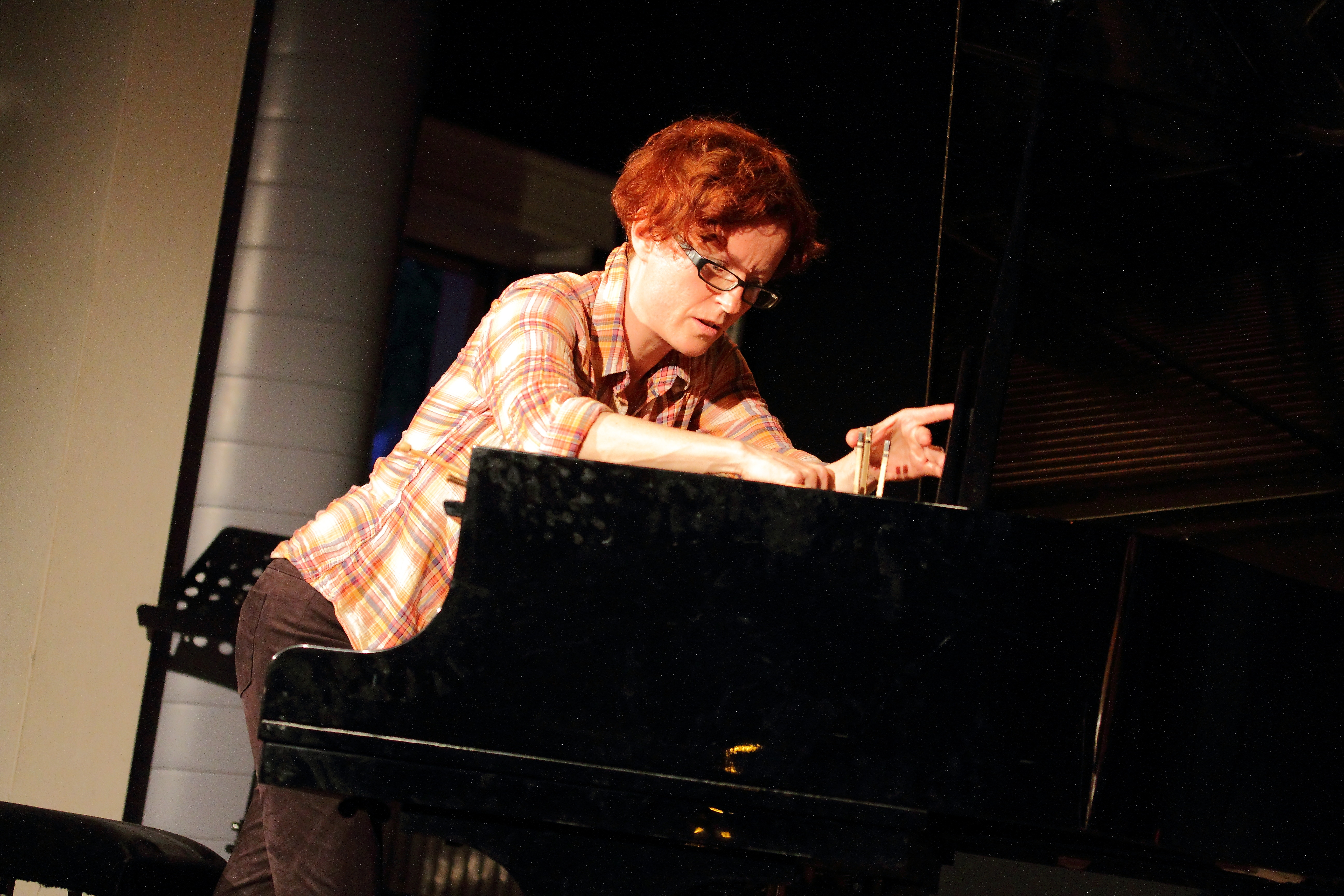
Elisabeth Harnik (2016)

Earscratcher verfolge einen ähnlichen Weg wie Rempis’ Album Chrysopoeia (2022) mit seinem Trio Ballister (mit Fred Lonberg-Holm und Paal Nilssen-Love), meinte Ken Waxman, mit zwei wichtigen Unterschieden. Im Gegensatz zu den spannungsgeladenen Expositionen von Nilssen-Love sei Tim Daisy eher ein Kolorist, und Harniks Klavier schaffe sowohl melodische als auch rhythmische Möglichkeiten: Neben lyrische Momente mit wirbelnden Glissandi oder beruhigenden, abrollenden Keyboard-Mustern träten Pedalarbeit und herzhafte Schläge über innere Klaviersaiten, die die Interaktion in Richtung des Unerwarteten drehten.